# О Јеврејима и њиховим лажима
О Јеврејима и њиховим лажима (у модерном правопису Von den Juden und ihren Lügen) антисемитиска је расправа од 65.000 речи коју је написао Мартин Лутер 1543. године.
Лутер је мењао став о Јеврејима током свог живота. У свом ранијем периоду, до 1537. године желео је да Јевреје прекрсти у лутеранизам (протестантско хришћанство), али није успео. У свом каснијом периоду, када је написао овај конкретни текст, он их је осудио и позвао на њихов прогон.